# 利柏提 (緬因州)
利柏提（英語：Liberty）是一個位於美國緬因州瓦多縣的鎮。

## 人口
根據2020年美國人口普查的數據，利柏提的面積為73.56平方千米，當中陸地面積為67.34平方千米，而水域面積為6.22平方千米。當地共有人口934人，而人口密度為每平方千米13人。